# Michael Witney
Michael Witney, född Whitney Michael Armstrong 21 november 1931, död 30 november 1983, var en amerikansk skådespelare.
Han gifte sig med brittiska modellen Twiggy år 1977 och de fick en dotter, Carly, tillsammans. Witney dog av hjärtinfarkt i New York 30 november 1983, vid 52 års ålder.

## Filmografi (i urval)
- 1965–1971 – Bröderna Cartwright (TV-serie)
- 1968 – Star Trek: The Original Series (TV-serie) (avsnittet A Private Little War)
- 1967 – Våldets väg västerut
- 1970 – Darling Lili
- 1971 – Doc
- 1972 – Miss Stewart, Sir
- 1975 – Oil Strike North (TV-serie)
- 1978–1981 – Charlies änglar (TV-serie)